# 2019
2019 (MMXIX) e обикновена година, започваща във вторник според григорианския календар. Тя е 2019-ата година от новата ера, деветнадесетата от третото хилядолетие и десетата от 2010-те.
Обявена е за Международна година на периодичната система от Общото събрание на ООН по повод 150-годишнината от съставянето ѝ от Дмитрий Менделеев.
Съответства на:
- 1468 година по арменския календар
- 7527 година по Прабългарския календар
- 6770 година по Асирийския календар
- 2970 година по Берберския календар
- 1381 година по Бирманския календар
- 2563 година по Будисткия календар
- 5779 – 5780 година по Еврейския календар
- 2011 – 2012 година по етиопския календар
- 1397 – 1398 година по иранския календар
- 1440 – 1441 година по ислямския календар
- 4715 – 4716 година по китайския календар
- 1735 – 1736 година по коптския календар
- 4352 година по корейския календар
- 2772 година от основаването на Рим
- 2562 година по тайландския слънчев календар
- 108 година по календара Чучхе

## Събития
- Пловдив, заедно с италианския град Матера, е Европейска столица на културата.
- 1 януари – 30 юни
  - България председателства Организацията за черноморско икономическо сътрудничество. Мото на председателството е „Море от възможности“.[2]
  - Румъния поема председателството на Съвета на Европейския съюз от Австрия.
- 1 януари
  - Националният институт по метеорология и хидрология става самостоятелно юридическо лице, с бюджет в рамките на бюджета на Министерство на образованието и науката.[3]
  - Катар прекратява членството си в ОПЕК.
  - САЩ и Израел прекратяват членството си в ЮНЕСКО.
  - Легализират се еднополовите бракове в Австрия.
- 3 януари – Китайският космически апарат „Чанъе-4“ успешно каца на обратната страна на Луната.[4]
- 10 март – Самолетът при полет 302 на „Етиопиън Еърлайнс“ се разбива близо до град Бишофту шест минути след излитане, умират всички 157 души на борда.
- 31 март – местни избори в Турция
- 10 април – Направена е първата снимка на черна дупка.
- 15 април – При пожар в катедралата „Света Богородица“ в Париж се срутват покривът и шпилът ѝ.
- 5 май – Самолетът при полет 1492 на „Аерофлот“ се разбива и избухва в пламъци на международното летище „Шереметиево“, Москва и убива 41 от 78-те души на борда.
- 5 – 7 май – Апостолическо поклонничество на папа Франциск в България.
- 5 октомври – Слави Трифонов учредява партията си „Няма такава държава“.
- октомври – българката Марияна Павлова (контраалт) е обявена за най-ниския женски глас в света със сертификат от „Световните рекорди на Гинес“[5]
- 27 октомври – 3 ноември – местни избори в България
- декември – Очаква се Орион 13 да направи кацане на Луната.
- 26 декември – Очаква се слънчево затъмнение, добре видимо от Южна Азия.

## Починали

### Януари
- 1 януари
  - Иван Димитров, български футболист (* 1935 г.)
  - Пламен Маринов, български театрален актьор (* 1960 г.)[6]
- 2 януари
  - Димитър Симеонов, български музикант, диригент и преподавател (* 1932 г.)
  - Кръстьо Станишев, български поет и преводач (* 1933 г.)
- 4 януари – Асен Баликси, българо-канадски антрополог и документалист (* 1929 г.)[7]
- 6 януари
  - Иван Ласкин, български филмов и театрален актьор (* 1970 г.)
  - Анналиса Браакенсийк, австралийска актриса, фотомодел, бизнесдама и водеща (* 1972 г.)[8]
- 9 януари
  - Николай Узунов, български актьор (* 1945 г.)
  - Лестър Вундерман, американски предприемач (* 1920 г.)
  - Милан Панчевски, югославски политик (* 1935 г.)[9]
- 13 януари – Павел Йоану, гръцки духовник и митрополит (* 1947 г.)[10]
- 15 януари – Каръл Чанинг, американска актриса, певица и танцьорка (* 1921 г.)[11]
- 16 януари – Мирям Преслер, германска писателка (* 1940 г.)[8]
- 16 януари – Христофор Сарафов, Професор по Наказателно Право и Доктор на Богословските Науки (* 1951 г.)
- 18 януари – Иван Вуцов, български футболист и треньор (* 1939 г.)
- 20 януари – Петър Славейков, български географ (* 1956 г.)
- 21 януари
  - Кей Балърд, американска театрална и телевизионна актриса и певица (* 1925 г.)[12]
  - Емилиано Сала, аржентински футболист (* 1990 г.)
- 22 януари
  - Кирил Петков, български вицешампион по класическа борба (* 1933 г.)[13]
  - Мишел Льогран, френски композитор (* 1932 г.)[14]
- 24 януари – Ален дьо Мижола, френски психоаналитик и психиатър (* 1933 г.)[15]
- 28 януари – Румяна Гунинска, българска тонрежисьорка (* 1942 г.)[16]
- 30 януари – Дик Милър, американски актьор (* 1928 г.)[17]

### Февруари
- 3 февруари – Децл, руски рапър (* 1983 г.)[18]
- 4 февруари – Мария Михайлова, български икономист (* 1938 г.)
- 6 февруари
  - Георги Балтаков, български географ и геоморфолог (* 1942 г.)
  - Тодор Кавалджиев, български икономист и политик, вицепрезидент на България в периода 1997 – 2002 (* 1934 г.)
- 7 февруари
  - Розамънд Пилчър, британска писателка (* 1924 г.)[19]
  - Албърт Фини, английски актьор (* 1936 г.)[20]
- 9 февруари – Цветана Гълъбова, българска телевизионна говорителка и актриса (* 1932 г.)[21]
- 12 февруари – Гордън Бенкс, английски футболист (* 1937 г.)[22]
- 13 февруари – Мариса Солинас, италианска актриса (* 1941 г.)[23]
- 14 февруари – Андреа Леви, английска писателка (* 1956 г.)[24]
- 17 февруари – Шабан Шаулич, сръбски певец и композитор (* 1951 г.)
- 19 февруари – Карл Лагерфелд, германски моден дизайнер и фотограф (* 1933 г.)
- 21 февруари – Стенли Донън, американски режисьор (* 1924 г.)[25]
- 25 февруари
  - Красимир Узунов, български журналист (* 1963 г.)
  - Джанет Азимов, американска писателка и психиатърка, вдовица на Исак Азимов (* 1926 г.)[26]

### Март
- 1 март – Жорес Алфьоров, руски физик, носител на Нобелова награда за физика за 2000 г. (* 1930 г.)
- 4 март
  - Весела Тотева, български журналист (* 1973 г.)
  - Кийт Флинт, английски певец (* 1969 г.)
  - Люк Пери, американски актьор (* 1966 г.)[27]
  - Жан Старобински, швейцарски литературен критик (* 1920 г.)[28]
- 5 март – Жак Лусие, френски пианист и композитор (* 1934 г.)[29]
- 14 март – Годфрид Данелс, белгийски кардинал (* 1933 г.)[30]
- 16 март
  - Юлия Началова, руска певица, актриса и телевизионна водеща (* 1981 г.)[31]
  - Ричард Ердман, американски актьор (* 1925 г.)[32]
- 19 март – Игор Дамянов, български политик и историк, министър на образованието от 2003 до 2005 г. (* 1953 г.)[33]
- 24 март – Ернст-Волфганг Бьокенфьорде, германски юрист (* 1930 г.)[34]
- 27 март – Валерий Биковски, руски и съветски астронавт (* 1934 г.)
- 29 март – Аниес Варда, белгийско-френска режисьорка (* 1928 г.)[35]

### Април
- 4 април – Георгий Данелия, руски режисьор, актьор и сценарист (* 1930 г.)[36]
- 5 април
  - Сидни Бренър, южноафрикански биолог, носител на Нобелова награда за физиология или медицина за 2002 г. (* 1927 г.)[37]
  - Явор Захариев, български музикант, вокалист на „Gravity Co.“ (* 1980 г.)[38]
- 6 април – Дейвид Таулес, шотландско-американски физик (* 1934 г.)[39]
- 8 април – Матьо Добрев, български кавалджия и педагог (* 1957 г.)
- 14 април
  - Валентин Пензов, български композитор (* 1953 г.)
  - Биби Андершон, шведска актриса (* 1935 г.)[40]
- 15 април – Александър Костов, български футболист (* 1938 г.)
- 21 април – Виолета Гиндева, българска актриса (* 1946 г.)
- 22 април
  - Красимир Безински, български футболист (* 1961 г.)
  - Венцеслав Константинов, български писател и преводач (* 1940 г.)

### Май
- 1 май – Динко Дерменджиев, български футболист (* 1941 г.)
- 5 май – Кадир Мъсъроглу, турски юрист, писател и поет (* 1933 г.)[41]
- 8 май – Владимир Трендафилов, български литературен критик, преводач, поет и преподавател (* 1955 г.)[42]
- 11 май – Антония Драгова, българска актриса (* 1950 г.)[43]
- 12 май – Мачико Кьо, японска актриса (* 1924 г.)[44]
- 13 май – Дорис Дей, американска актриса, певица и защитник на животните (* 1922 г.)
- 16 май
  - Яу Мин Пей, американско-китайски архитект (* 1917 г.)
  - Ашли Масаро, американска кечистка (* 1979 г.)[45]
- 20 май – Ники Лауда, австрийски пилот от Формула 1 (* 1949 г.)
- 24 май – Мъри Гел-Ман, американски физик, носител на Нобелова награда за физика за 1969 г. (* 1929 г.)

### Юни
- 1 юни
  - Мишел Сер, френски философ и писател (* 1930 г.)
  - Хосе Антонио Рейес, испански футболист (* 1983 г.)
- 6 юни – Доктор Джон, американски певец и текстописец (* 1941 г.)[46]
- 8 юни – Милан Асадуров, български писател, книгоиздател и преводач (* 1949 г.)[47]
- 13 юни – Едит Гонсалес, мексиканска актриса (* 1964 г.)
- 15 юни – Франко Дзефирели, италиански режисьор (* 1923 г.)
- 17 юни
  - Мохамед Морси, президент на Египет в периода 2012 – 2013 (* 1951 г.)
  - Петър Чернев, български актьор и режисьор (* 1972 г.)
- 26 юни – Макс Райт, американски актьор (* 1943 г.)
- 30 юни – Мичъл Фейгенбаум, американски физик и математик (* 1944 г.)[48]

### Юли
- 1 юли – Димитър Димитров – Джо, български треньор по хокей и квестор (* 1953 г.)[49]
- 2 юли – Лий Якока, американски бизнесмен (* 1924 г.)[50]
- 6 юли
  - Камерън Бойс, американски актьор (* 1999 г.)
  - Жуау Жилберту, бразилски певец и китарист (* 1931 г.)
- 9 юли – Рип Торн, американски актьор (* 1931 г.)[51]
- 10 юли – Валентина Кортезе, италианска актриса (* 1923 г.)[52]
- 17 юли – Андреа Камилери, италиански писател (* 1925 г.)[53]
- 18 юли – Цвятко Барчовски, български баскетболист и треньор (* 1934 г.)
- 19 юли
  - Рютгер Хауер, нидерландски актьор (* 1944 г.)[54]
  - Агнеш Хелер, унгарски философ (* 1929 г.)[55]
- 21 юли – Буги Барабата, български блус музикант (* 1960 г.)
- 22 юли
  - Бригите Кронауер, германска писателка (* 1940 г.)[56]
  - Ли Пън, китайски политик (* 1928 г.)[57]
- 26 юли – Ръси Тейлър, американска актриса (гласът на Мини Маус в периода 1986 – 2019 г.) (* 1944 г.)[58]
- 27 юли – Джон Робърт Шрифър, американски физик и Нобелов лауреат (* 1931 г.)
- 28 юли – Едуардо Гомес, испански актьор (* 1951 г.)
- 29 юли – Васил Методиев, български футболист (* 1935 г.)[59]

### Август
- 1 август – Любомир Филипов, български икономист (* 1945 г.)[60]
- 4 август – Нина Стамова, българска актриса (* 1935 г.)
- 5 август – Тони Морисън, американска писателка, носителка на Нобелова награда за литература за 1993 г. (* 1931 г.)[61]
- 7 август
  - Петър Дойчев, български деятел на туризма (* 1924 г.)[62]
- 12 август – Хосе Браун, аржентински футболист (* 1956 г.)[63]
- 16 август
  - Ричард Уилямс, канадски аниматор (* 1933 г.)[64]
  - Питър Фонда, американски актьор (* 1940 г.)[65]
- 19 август – Жорж Ганчев, български общественик и политик (* 1939 г.)[66]
- 30 август – Валъри Харпър, американска актриса (* 1939 г.)[67]

### Септември
- 4 септември – Веселин Павлов – Весо Парцала, български комик (* 1941 г.)[68]
- 6 септември – Робърт Мугабе, първият министър-председател и вторият президент на Зимбабве (* 1924 г.)[69]
- 8 септември – Камило Сесто, испански певец (* 1946 г.)[70]
- 19 септември – Берт Хелингер, германски психолог (* 1925 г.)[71]
- 21 септември – Зигмунд Йен, първият и единствен космонавт от Германската демократична република (* 1937 г.)[72]
- 22 септември – Юлиан Вучков, български есеист, публицист, театрален, литературен и телевизионен теоретик, критик, доктор на науките, създател, коментатор и водещ на телевизионни предавания (* 1936 г.)[73]
- 23 септември – Никола Георгиев, български литературен критик, есеист и публицист (* 1937 г.)[74]
- 25 септември – Любомир Левчев, български поет и писател, народен деятел на изкуството и културата (* 1935 г.)[75]
- 26 септември
  - Генадий Манаков, руски астронавт (* 1950 г.)[76]
  - Жак Ширак, президент на Франция в периода 1995 – 2007 и кмет на Париж (* 1932 г.)[77]

### Октомври
- 1 октомври – Карел Гот, чешки поп певец (* 1939 г.)[78]
- 4 октомври – Даян Керъл, американска актриса, певица и активист (* 1935 г.)[79]
- 10 октомври
  - Мари-Жозе Нат, френска актриса (* 1940 г.)[80]
  - Панчо Панчев, български писател (* 1933 г.)[81]
- 11 октомври
  - Алексей Леонов, руски астронавт (* 1934 г.)[82]
  - Робърт Форстър, американски актьор (* 1941 г.)[83]
- 12 октомври
  - Милчо Левиев, български джаз музикант, композитор, аранжор и пианист (* 1937 г.)[84]
  - Нани Гали, италиански пилот от Формула 1 (* 1940 г.)[85]
- 23 октомври – Владимир Бешков, български зоолог (* 1935 г.)
- 27 октомври
  - Владимир Буковски, руски писател, активист и дисидент (* 1942 г.)[86]
  - Абу Бакр ал-Багдади, главатарят на Ислямска държава (* 1971 г.)[87]
- 29 октомври – Йосиф Шамли, български актьор (* 1972 г.)[88]

### Ноември
- 8 ноември
  - Манол Тодоров, български музикант, фолклорист и педагог (* 1925 г.)[89]
  - Павел Васев, български актьор и режисьор (* 1951 г.)[90]
- 15 ноември – Минчо Пашов, български състезател по вдигане на тежести (* 1961 г.)[91]
- 21 ноември – Васил Димитров, български актьор (* 1934 г.)[92]
- 27 ноември – Стефан Данаилов, български актьор и политик (* 1942 г.)[93]
- 28 ноември – Аврам Аврамов, български алпинист (* 1933 г.)
- 30 ноември – Любен Корнезов, български политик и юрист (* 1947 г.)

### Декември
- 6 декември – Стоянка Мутафова, българска актриса (* 1922 г.)
- 9 декември – Мари Фредриксон, шведска певица (* 1958 г.)
- 14 декември – Пламен Янков, български футболист (* 1951 г.)
- 30 декември – Драгомир Драганов, български историк и политик (* 1948 г.)

## Годишнини
- 29 януари – 1050 години от смъртта на цар Петър (969 г.)
- 14 април – 1205 години от смъртта на хан Крум (814 г.)
- 2 май – 500 години от смъртта на Леонардо да Винчи (1519 г.)
- 28 юни – 100 години от подписването на Договора от Версай (1919 г.)
- 1 юли – 550 години от пренасянето на мощите на св. Иван Рилски в Рилския манастир (1469 г.)
- 20 юли – 50 години от стъпването на Луната (1969 г.)
- 15 август – 250 години от рождението на Наполеон Бонапарт (1769 г.)
- 9 септември – 450 години от смъртта на Питер Брьогел Стария (1569 г.)
- 4 октомври – 350 години от смъртта на Рембранд (1669 г.)
- 8 октомври – 150 години от основаването на Българската академия на науките (1869 г.)
- 27 ноември – 100 години от подписването на Ньойския договор (1919 г.)
- 2300 години от смъртта на Лизимах и Селевк I Никатор – диадохи на Александър Велики (281 г. пр.н.е.)
- 2600 години от организирането на първите Истмийски игри в чест на Посейдон (581 г. пр.н.е.)

## Почивни дни в България
- 1 януари (вторник) – Нова година, без допълнителни почивни дни;
- 3 март (неделя) – Ден на Освобождението на България от османско иго – 3 март е неделя, 4 март (понеделник) е почивен;
- 28 април – Великден. Почива се общо 4 дни от петък (26 април) до понеделник (29 април), включително;
- 1 май (сряда) – Ден на труда и на международната работническа солидарност, без допълнителни почивни дни;
- 6 май (понеделник) – Гергьовден, Ден на храбростта и Българската армия, без допълнителни почивни дни;
- 24 май (петък) – Ден на българската просвета и култура и на славянската писменост, без допълнителни почивни дни;
- 6 септември (петък) – Ден на Съединението, без допълнителни почивни дни;
- 22 септември (неделя) – Ден на Независимостта на България, 23 септември (понеделник) е почивен;
- 24, 25, 26 декември – Бъдни вечер и Рождество Христово (вторник, сряда и четвъртък), без допълнителни почивни дни.

## Научна фантастика
- Действието на филма и видеоиграта Блейд Рънър се развива през 2019 г.
- Действието на видеоиграта Crysis се развива през 2019 г.

## Нобелови лауреати
- Икономика – Абхиджит Банерджи, Естер Дюфло и Майкъл Кремър
- Литература – Петер Хандке
- Медицина – Уилям Келин, Питър Ратклиф и Грег Семенза
- Мир – Абий Ахмед
- Физика – Джим Пийбълс, Мишел Майор и Дидие Кело
- Химия – Джон Гудинаф, Стенли Уитингам и Акира Йошино